# Crònica de Bernat Desclot
El Llibre del rei En Pere d'Aragó e dels seus antecessors passats o Crònica de Bernat Desclot és la crònica històrica escrita per Bernat Desclot el 1288. Cronològicament, és la segona de Les quatre grans Cròniques, i narra els fets històrics succeïts des del regnat de Ramon Berenguer IV fins al de Pere el Gran, tot i que el nucli principal d'aquesta crònica se centra en aquest darrer.

## Autor
No hi ha dubte que el Llibre del rei En Pere fou escrit per Bernat Desclot, tal com podem veure en les primeres línies del pròleg de la seva Crònica, on l'autor escriu: «Ací comença lo libre que En Bernat Desclot dictà e escriví». Això no obstant, el nom de Desclot no es troba reflectit en cap document de l'època de Pere el Gran. Així doncs, aquesta manca de referències a Miquel Coll i Alentorn que Desclot podia tenir un altre nom i que podia tractar-se de Bernat Escrivà. La hipòtesi parteix de la base que el segle xiii els cognoms no estaven del tot fixats i, per tant, és possible que el seu nom aparegui amb una duplicitat de denominacions: Desclot i Escrivà. El primer es tracta d'un gentilici, mentre que el segon és un nom familiar derivat d'una professió. Actualment, aquesta hipòtesi ha estat acceptada de manera majoritària, de manera que permet posar llum a la vida d'un dels primers grans escriptors de la prosa narrativa catalana.
La primera referència documental de Bernat Escrivà data de 1273 amb càrrec de justícia al port de València. Anys més tard, el 1276 començà a regentar l'escrivania de Gandia, un càrrec que segons els documents ja hauria ostentat abans. Entre 1273 i el 9 de maig de 1276 Escrivà fou el majordom del compte Hug V d'Empúries i a partir del gener de 1282 començà a fer de tresorer de Pere el Gran. Mantingué aquest càrrec fins a principis de 1286, temps que dedicà sobretot a recaptar fons per les diverses guerres del rei. Finalment, a partir del 10 d'abril de 1287 feu de cambrer del rei Alfons el Franc, càrrec que ostentà fins als últims dies de la seva vida, que s'hauria acabat entre el 4 de setembre i el 26 de desembre de 1288. Escrivà hauria redactat l'obra durant el temps que passà a la cort de Pere el Gran i n'hauria deixat la revisió a mitges el 1288 a causa de la seva mort.

## Contingut
La crònica està articulada en 168 unitats narratives en l'edició de Coll i Alentorn, i apareix dividida en tres sectors ben destacats: 
- Del capítol 1 al capítol 10. Desclot recorda en una sèrie cronològica desordenada grans esdeveniments a la Corona d'Aragó abans de Jaume I (la llegenda de Guillem Ramon I de Montcada, la de l'engendrament de Jaume I, la narració de la batalla d'Úbeda i la llegenda del bon comte de Barcelona i l'emperadriu d'Alemanya).

- Del capítol 11 al capítol 73. Es tracta la vida de Jaume I.

- Del capítol 74 al capítol 168. Es narren els fets que tingueren lloc entre 1276 i 1285, els anys en què puja a la corona Pere el Gran. És la darrera part, i la central (els fets que precedeixen l'expedició a Alcoi i Sicília, la conquesta de Sicília i la victòria davant la invasió francesa de Catalunya, com a lluita contra la injustícia. En la pacífica conquesta de Sicília, Desclot supleix la manca d'acció amb una gesta novel·lesca duta a terme pel rei, i que està documentada; és el conegut Desafiament de Bordeus). Al final, es parla del setge de Girona i l'espera dels reforços que han de venir de Sicília. L'arribada de les tropes sicilianes acaba amb la victòria damunt dels francesos i significa la victòria de la lleialtat. Pere el Gran mor de malaltia el 1285 a Vilafranca del Penedès.

La característica principal és la cerca de l'objectivitat i la riquesa d'informació que dona. L'estil és molt més acurat que a l'anterior crònica, el Llibre dels fets, i en els primers capítols hi ha prosificacions de cançons de gesta. Pel que fa a la llengua, la crònica de Bernat Desclot és rica i molt ben redactada. Cal destacar-ne també els discursos que posa en boca dels personatges principals.
Quan Desclot tracta de la història de Pere el Gran, o sia, dels esdeveniments contemporanis de l'autor, les seves fonts són els documents oficials i l'experiència pròpia.

## Datació
Bernat Desclot feu dues redaccions de l'obra, la primera, de la qual només es conserva un manuscrit (ms. 152, Biblioteca de Catalunya, finals del segle xiv) i una versió revisada de la primera que quedà inacabada a causa de la mort de Desclot el 1288. Miquel Coll i Alentorn va situar la composició de la Crònica entre l'abril de 1283 i el setembre de 1288 a partir dels canvis entre la primera i la segona versió de l'obra. La primera redacció hauria de ser necessàriament posterior al juliol de 1276, perquè s'hi narra la mort de Jaume I, que morí el 27 de juliol d'aquest any. El 1276, Desclot entrà al servei de Pere II i la primera redacció del text s'hauria fet entre 1280 i 1286. La revisió de la segona redacció s'hauria fet entre 1286 i 1288 i quedà estroncada al capítol 130, per la mort de l'autor.
La redacció de la primera i la segona versió de l'obra és sensiblement diferent. La primera destaca per una datació precisa dels esdeveniments que segueix la tradició dels annals, mentre que aquesta precisió temporal queda substituïda per formes més genèriques de situar en el temps en la revisió. Quant a l'estil, se substitueixen l'estil indirecte per l'estil directe en alguns fragments. D'altra banda, també es pot observar com alguns capítols són eliminats completament —com el de Carles d'Anjou i la seva esposa en què s'explicaven els motius de la conquesta de Nàpols o l'intent de croada de Jaume I—, mentre que d'altres són incorporats amb noves fonts d'informació.
En total, es conserva només una còpia de la primera versió (ms. 152), de la segona versió revisada se'n conserven sis manuscrits, el més antic dels quals data de finals del segle xiii, i la resta de manuscrits (quinze) estan formats per la versió revisada amb els capítols revisats (1–130) completats pels capítols que hi manquen respecte a la primera edició.

## Còdex i edicions

### Còdex
- Còdex, 1301-1350: Manuscrit ms. 486: Crònica de Bernat Desclot (Biblioteca de Catalunya)
- Còdex, 1350-1400: Manuscrit ms. 152: Crònica de Bernat Desclot Crònica de Bernat Desclot (Biblioteca de Catalunya)
- Còdex, 1350-1450: Manuscrito ms. 647 :Crònica de Bernat Desclot Arxivat 2016-01-22 a Wayback Machine. (Biblioteca Nacional de España)
- Còdex, 1350-1450: Manuscrit ms. 241: Crònica de Bernat Desclot (Biblioteca de Catalunya)
- Còdex, 1350-1450: Manuscrit ms. 1: Crònica de Bernat Desclot (Biblioteca de Catalunya)

- Manuscrit manual 1600: Manuscrit ms. 1621 : Carónicas o Conquestas dels dos darrers comtes de Barcelona e dels primers quatre reys d'Aragó post unionem (Biblioteca de Catalunya)
- Manuscrit manual 1601-1700: Manuscrit ms. 3060 : Trasumptió del llibre que scrigué Bernat Desclot de les Històries de alguns comptes de Barcelona i reis d'Aragó (Biblioteca de Catalunya)
- Manuscrit manual 1701-1732: Manuscrito ms. 5939 : Bernardo Desbots. Historia del Rey D. Pedro de Aragon y de sus antecesores en catalán (Biblioteca Nacional de España)
- Manuscrit manual: Manuscrit Ms. 150 : Caronicas o Conquestas dels dos darrers Comtes de Barcelona e dels primers quatre Reis de Aragó post unionem (Biblioteca Pública Episcopal del Seminari de Barcelona)

### Edicions íntegres i fragmentaries
- Edició, 1885. Joseph Coroleu: "Crónica del Rey en Pere e dels seus antecessors passats per Bernat Desclot"